# 사보이 (밴드)
사보이(Savoy)는 폴 보크토르사보이의 프로젝트 밴드이다.